# 21128 Чапуіс
21128 Чапуіс (21128 Chapuis) — астероїд головного поясу, відкритий 27 січня 1993 року.
Тіссеранів параметр щодо Юпітера — 3,031.